# Helena Kmieć
Helena Agnieszka Kmieć (9 de febrero de 1991 - 24 de enero de 2017) fue una misionera católica polaca, galardonada con la Cruz de Oro al Mérito. En mayo de 2024 fue nombrada por la iglesia católica Sierva de Dios.
El 8 de enero de 2017, junto con Anita Suwald, se embarcó en una misión para Bolivia, donde planeaba ayudar a las Siervas de Dębica en el orfanato de Cochabamba hasta junio. Murió en la noche del 24 al 25 de enero de 2017, apuñalada durante un asalto a las instalaciones. En marzo de 2018, un tribunal boliviano condenó a su asesino, Romualdo Mamio dos Santos, a 30 años de prisión.
Por decisión del Presidente de Polonia de 7 de febrero de 2017, se le concedió a título póstumo la Cruz de Oro al Mérito por sus méritos en actividades benéficas y sociales y su compromiso con las personas necesitadas de ayuda.
En diciembre de 2022, la Arquidiócesis de Cracovia anunció el inicio del proceso de beatificación de Helena Kmieć, y en abril de 2024 se emitió un edicto anunciando el inicio oficial del proceso de beatificación de la misionera polaca. El proceso de beatificación de Helena comenzó el 10 de mayo de 2024 en la Capilla del Palacio de los Arzobispos de Cracovia y a partir de ese momento tiene derecho al título de Sierva de Dios.